# Aragonès central
L'aragonès central o bloc central és un dels dialectes que componen l'aragonès (juntament amb l'occidental, l'oriental i el meridional) que es parla aproximadament al nord-est de l'Alt Gállego i l'oest i centre del Sobrarb. Destaquen llocs com els Panticosa, Broto, Aïnsa i Belsa.

## Fonètica
Conserva la fonètica de l'aragonès pirinenc preliterari:
- Existeixen focus de conservació del diftong -ia- derivat de la I curta llatina (fiastas, suarde, etc) i casos aïllats fora d'aquests focus.
- Les oclusives sordes intervocàliques llatines P, T, K, es conserven en molts més casos que en l'aragonès general: capeza, saper, crapa, lupo, escopallo, foricar, afocar, taleca, focaza, borruca, fornica, ayutar, fusata, xata, recutir, recatiar, empreñatuara. Això dona en la morfologia participis en -ato i -ito.
- Sonorització darrere de líquida: les sonores que van darrere de líquida N, R s'ensordeixen sobretot en el sector Torla-Ordesa-Brollo-Vió-La Solana-Tena.
  - Grup -MP- > -mb-:
    - Cambio en Panticosa, Torla-Ordesa, Oto, Brollo, Broma, Fanlo, Buisan, Yosa.
    - Tramba en Torla-Ordesa.
    - Embolla: butllofa (molt estès)

  - Grup -NT- > -nd-:
    - Planda i Punda en Vió i Panticosa.
    - Candal, Sendir, Fuande, Puande, Undar, només en Vió.

  - Grup -NK- > -ng-:
    - Blango, Bango, Chungo, Barrango, Palanga
    - Zingüenda (Panticosa).

  - Grup -LT- > -ld-:
    - Aldo, Buldorín, Saldo, Suarde, Sangardana

  - Grup -RT- > -rd-:
    - Chordica/Xordica (molt estès)

  - Grup -LP- > -lb-
    - Tauba (de Talpa, a Sallent de Gállego)

  - Grup -RK- > -rg-:
    - Forgancha

## Morfologia
En el sector central trobem en molts llocs l'article ro, ra, ros, ras com a forma posvocálica de l'article aragonès general o, a, us, as. També ho trobem en un text antic procedent de Sobrarb que estava en llatí però tenia formes romanços: ero kabalo, era espata (la l representava de vegades una ll o una l geminada). Coincideix amb les formes gascones de l'altre costat dels Pirineus.
Es emplean participis en -ato, -ito, considerats més propers a la fonètica aragonesa. No obstant això, en algunes zones coexisteixen amb -au, -iu que tendeixen a predominar, i també han fet que es perdin els primers.

## Situació dins de l'aragonès
L'aragonès central és un bloc dialectal que engloba diferents varietats regionals, les quals es poden subclasificar al seu torn en centre-occidental i centre-oriental. En la següent taula pot veure's una classificació de tots els dialectes de l'aragonès i la situació particular de l'aragonès occidental. Hi ha continuïtat entre les varietats dialectals properes, que presenten característiques comunes malgrat pertànyer a blocs diferents.
Dins del centre-occidental es troben d'oest a est aproximadament: tensí (amb el panticut), aragonès de la terra de Biescas, de la vall d'Acumuer, de Ballibasa i de Sobrepuerto. Dins del centre-oriental es troben d'oest a est aproximadament: aragonès de la ribera de Fiscal, bergotès, de la vall de Vió, de la vall de Puértolas, de la vall de Tella, belsetano i de Sierra Ferrara.
| Bloc occidental - Ansotà - Aragonès d'Echo (Cheso en aragonès) - Aragüés - Aisí (Aisino en aragonès) - Jaquès (Chaqués en aragonès) | Bloc central - Aragonès centre-occidental - Tensí - Panticut - Serrablès/Sarrablès (Sarrablo aragonès / Serrablo cast) - Aragonès de la terra de Biescas (de Biescas) - Aragonès de la Vall d'Acumuer (de la Vall d'Acumuer) - Aragonès de la Vall de Basa (de Vallibasa) - Aragonès de Sobrepuerto (de Sobrepuerto) - Aragonès centro-oriental - Belsetà - Bergotès - Aragonès de la Ribera de Fiscal (de Ribera de Fiscal) - Aragonès de la vall de Vió (de la Vall de Vió) - Aragonès de la vall de Pórtoles (de Pórtoles) - Aragonès de la vall de Tella - Aragonès de Serra Ferrera | Bloc oriental - Aragonès ribagorçà - Benasquès o Alt-Ribagorçà - Gistaví - Fovà (de la Fova) - Mig-Ribagorçà - Baix-Ribagorçà - Grausí - Estadellà - Fonts                            |  |
| Bloc meridional - Aragonès d'Aierbe (d'Aierbe) - Somontès (de Somontà de Barbastre) - Navalès - Aragonès del Sobrarb (de Sobrarb)   | Bloc meridional - Aragonès d'Aierbe (d'Aierbe) - Somontès (de Somontà de Barbastre) - Navalès - Aragonès del Sobrarb (de Sobrarb) | Dialectes de transició - Castellà aragonès - El benasquès és considerat també de transició amb el català. Tots els fronterers amb la Franja de Ponent són de transició amb el català. |  |